# Даусмен, Висконсин
Даусмен, Висконсин (енгл. Dousman) град је у америчкој савезној држави Висконсин.

## Демографија
По попису из 2010. године број становника је 2.302, што је 718 (45,3%) становника више него 2000. године.
| Група             | 2000.         | 2010.         |
| Белци             | 1.515 (95,6%) | 2.172 (94,4%) |
| Афроамериканци    | 9 (0,6%)      | 15 (0,7%)     |
| Азијати           | 13 (0,8%)     | 21 (0,9%)     |
| Хиспаноамериканци | 37 (2,3%)     | 66 (2,9%)     |
| Укупно            | 1.584         | 2.302         |